# Hexatoma eos
Hexatoma eos är en tvåvingeart som beskrevs av Alexander 1949. Hexatoma eos ingår i släktet Hexatoma och familjen småharkrankar. Inga underarter finns listade i Catalogue of Life.